# Chikara Tanabe
Chikara Tanabe –en japonés: 田南部力, Tanabe Chikara– (Iwanai, 20 de abril de 1975) es un deportista japonés que compitió en lucha libre.
Participó en dos Juegos Olímpicos de Verano, obteniendo una medalla de bronce en Atenas 2004 y el décimo lugar en Sídney 2000. En los Juegos Asiáticos de 2002 ganó la medalla de plata en la categoría de 55 kg.

## Palmarés internacional
| Juegos Olímpicos | Juegos Olímpicos      | Juegos Olímpicos  | Juegos Olímpicos |
| Año              | Lugar                 | Medalla           | Categoría        |
| ---------------- | --------------------- | ----------------- | ---------------- |
| 2004             | Atenas (Grecia)       | Medalla de bronce | 55 kg            |
| Juegos Asiáticos |                       |                   |                  |
| Año              | Lugar                 | Medalla           | Categoría        |
| 2002             | Busan (Corea del Sur) | Medalla de plata  | 55 kg            |